# بانک وازرازدنی
بانک وازرازدنی (انگلیسی: Vozrozhdenie Bank) شرکت خدمات مالی و بانکداری روسی است، که در سال ۱۹۹۱ تأسیس شد.